# 普法弗诺芬
普法弗诺芬（法語：Pfaffenhoffen，法語發音：[pfafənofən]）是法国下莱茵省的一个旧市镇，位于该省西北部，原属萨韦尔讷区。2016年1月1日，普法弗诺芬和相邻的另外2个市镇合并为新市镇瓦勒德莫代尔，并成为政府驻地，改属阿格诺-维桑堡区。在合并前，普法弗诺芬是法国境内名称内带“f”最多的市镇。

## 地理
普法弗诺芬（48°50'40"N, 7°36'39"E）面积3.54 平方千米，位于法国大東部大區下莱茵省，该省份为法国大陆部分最东部的省份，是阿尔萨斯的一部分，今与上莱茵省组成了阿尔萨斯欧洲集体，其南至上莱茵省，西南接孚日省和默尔特-摩泽尔省，西接摩泽尔省，北与德国接壤，东侧沿莱茵河与德国相望。
与普法弗诺芬接壤的市镇（或旧市镇、城区）包括：沙尔肯多夫。
普法弗诺芬的时区为UTC+01:00、UTC+02:00（夏令时）。

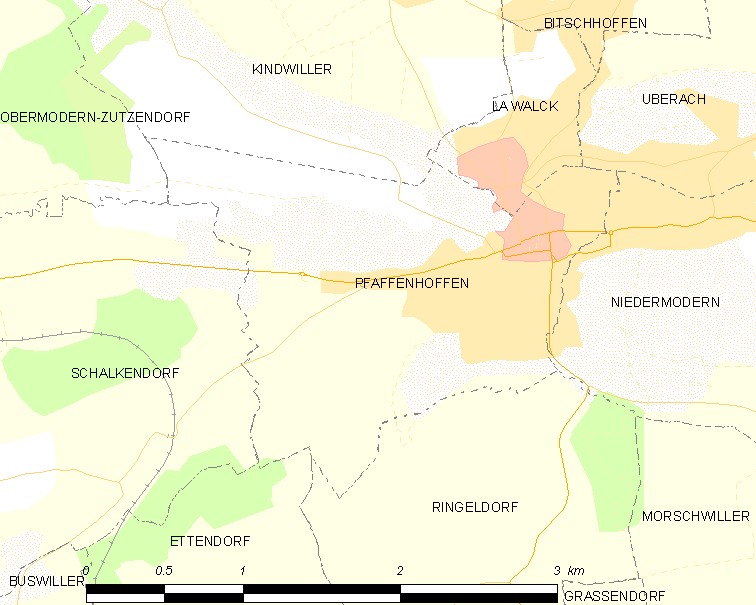
普法弗诺芬的OSM定位图

## 行政
普法弗诺芬的邮政编码为67350，INSEE市镇编码为67372。

## 政治
普法弗诺芬所属的省级选区为賴什索芬縣。

## 人口

1962-2008年间普法弗诺芬人口变化图示

普法弗诺芬于2018年1月1日时的人口数量为2680人。